# ラーコニ
ラーコニ（イタリア語: Laconi）は、イタリア共和国サルデーニャ自治州オリスターノ県にある、人口約1,800人の基礎自治体（コムーネ）。

## 地理

### 位置・広がり

#### 隣接コムーネ
隣接するコムーネは以下の通り。括弧内のNUはヌーオロ県、SUは南サルデーニャ県所属を示す。
- アリッツォ (NU)
- アズーニ
- ガドーニ (NU)
- ジェノーニ (SU)
- イジーリ (SU)
- メアーナ・サルド (NU)
- ヌラーグス (SU)
- ヌラッラーオ (SU)
- ヌレーチ
- サムゲーオ
- セーニス
- ヴィッラノーヴァ・トゥーロ (SU)

## 行政

### 分離集落
ラーコニには、以下の分離集落（フラツィオーネ）がある。
- Crastu, Santa Sofia, Su Lau